# Johann Lucas Kracker

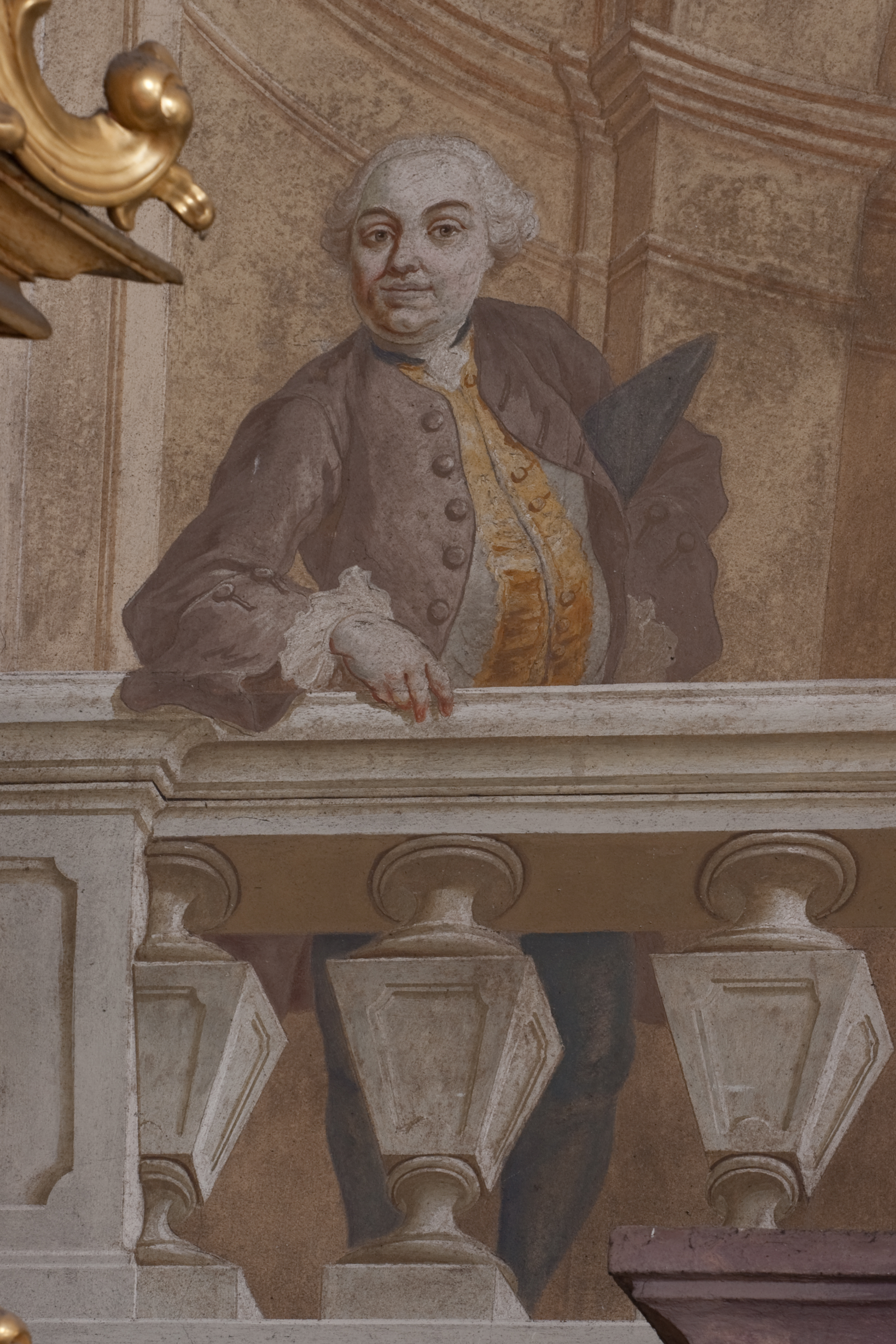
Johann Lucas Kracker in der Abtei Nová Říše

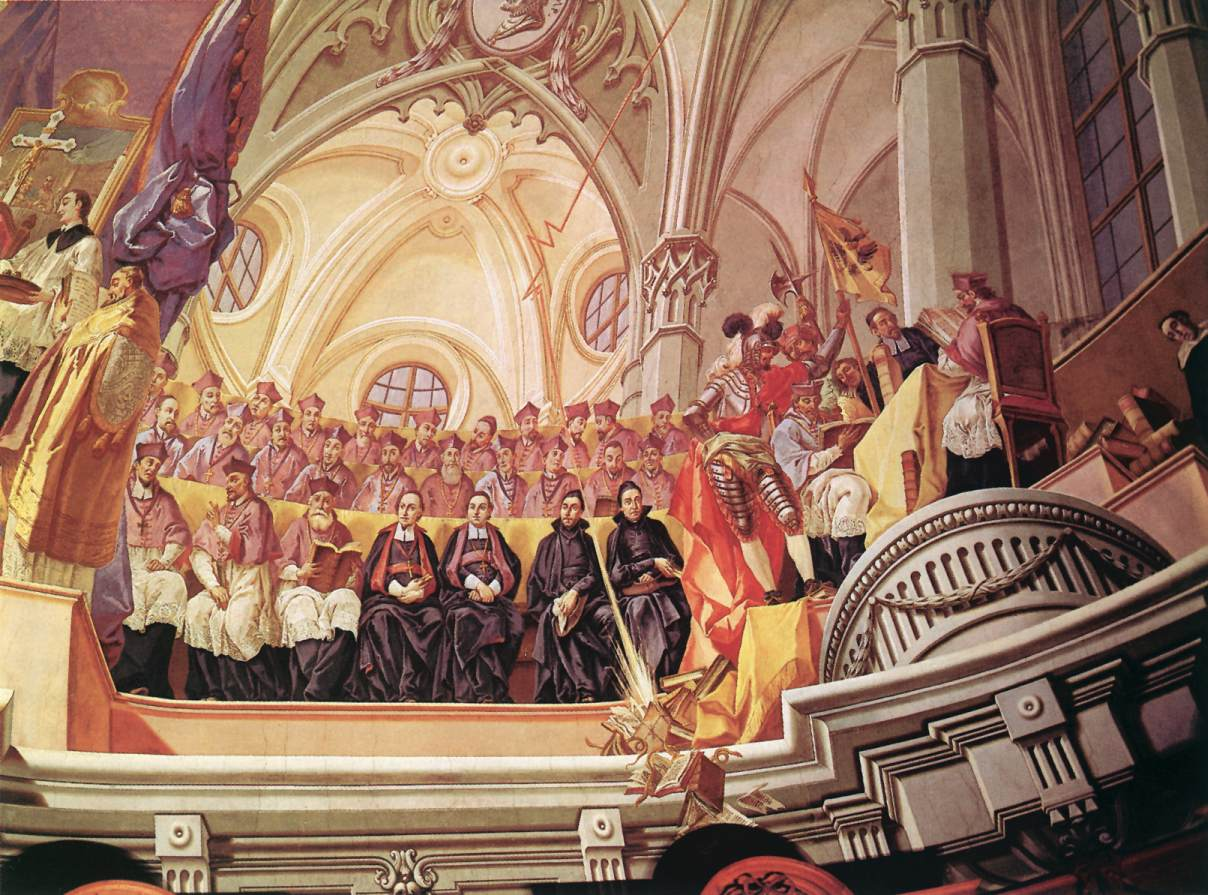
Das Konzil von Trient (1777) im Lyzeum zu Erlau (Ausschnitt)

Johann Lucas Kracker (* 3. März 1717 in Wien; † 1. Dezember 1779 in Erlau (Ungarn)) war ein österreichisch-tschechischer Maler des Spätbarock. Er schuf vornehmlich Decken-, Tafel- und Altarbilder in Klöstern und Kirchen. Seine Hauptwerke sind die Ausgestaltung des Klosters Jasov sowie das Das Konzil von Trient in Erlau. Kracker gilt als einer der bedeutendsten barocken Freskenmaler der Habsburgermonarchie.

## Leben
Kracker war der Sohn des Malers Josef Kracker (1683–1733), seine Mutter war Anna Katharina Kracker (geb. Wilde). Seine erste Ausbildung erhielt er bei dem Maler Anton Hertzog (1692–1740) und setzte sie ab 1738 an der Wiener Akademie fort. Für die Schlosskirche St. Martin in Graz schuf er 1742 Fresken, die nicht erhalten sind. Nach Stationen in Mähren, darunter in Znaim, war er ab 1754 in Oberungarn tätig. Er wirkte unter anderem in Šaštín und Nižna Šebaštova. 1760/61 malte er trotz Einwands der Prager Malerzunft die Fresken der Kirche St. Nikolaus. 1762 bis 1764 malte er das Kloster Jasov und die Prämonstratenserkirche in Jasov aus.
1767 wurde er in Erlau sesshaft. Bischof Karl von Esterházy beauftragte ihn mit Arbeiten in Erlau und im Bistum Eger sowie in Besitzungen des Bischofs. 1770 schuf er das Hauptaltarbild für die Minoritenkirche. In Erlau entstand 1777 sein späteres Hauptwerk, Das Konzil von Trient.
Zu seinen Schülern gehörten sein Schwiegersohn Josef Zach, der mit Krackers Tochter Theresia verheiratet war, und Josef Zirckler (1750–1797).